# Chapeau
Chapeau – miejscowość i gmina we Francji, w regionie Owernia-Rodan-Alpy, w departamencie Allier.

## Demografia
Według danych na rok 1990 gminę zamieszkiwały 264 osoby, a gęstość zaludnienia wynosiła 8 osób/km². W styczniu 2015 r. Chapeau zamieszkiwały 233 osoby, przy gęstości zaludnienia wynoszącej 7 osób/km².